# メトロ (JUJUの曲)
「メトロ」は、JUJUの37枚目のシングル。2018年10月31日にソニー・ミュージックアソシエイテッドレコーズから発売された。

## 概要
JUJUのデビュー15周年第1弾シングル。
表題曲「メトロ」は、日本を代表する音楽プロデューサー、松尾潔と小林武史のダブルプロデュースによって制作されたコラボレーション楽曲で、東京メトロ「Find my Tokyo.」キャンペーンの2018年第三弾CMタイアップソングに起用された。関和亮が監督を務めるミュージック・ビデオには女優の小松菜奈が出演し、大都会に出てきて切磋琢磨しながら働く女性を演じている。
カップリングにはJUJUがレギュラーMCを務めるNHK総合の旅番組『世界はほしいモノにあふれてる 〜旅するバイヤー極上リスト〜』オープニング曲「Remember (The Good Times)」と、平井堅による初の作詞作曲での楽曲提供と女優・吉田羊とのデュエットで話題を集めた「かわいそうだよね (with HITSUJI)」のJUJUソロ・ヴァージョンを収録。
初回生産限定盤のみに付属するDVDには、2017年10月10日、10回目となる"JUJUの日"に東京国際フォーラム ホールAにて、総勢27名のミュージシャンを率いて開催されたBIG BAND JAZZ LIVE "So Delicious, So Good"の中から厳選した楽曲を収録している。

## 収録曲

### CD
1. メトロ (JUJU×松尾潔×小林武史)(5:16)
作詞：松尾潔/作曲・編曲：小林武史/ストリングス・アレンジ：小林武史、四家卯大
2. Remember (The Good Times)(2:53)
作詞：松尾潔/作曲・編曲：川口大輔
3. かわいそうだよね -solo version-
作詞・作曲：平井堅/編曲：亀田誠治

### DVD
JUJU BIG BAND JAZZ LIVE "So Delicious, So Good" -original song selection-
1. It's A Jazz Thing!!
2. INFATUATION
3. My Life
4. A Woman Needs Jazz